# Where is Elle Kari and what happened to Noriko-san?
Where is Elle Kari and what happened to Noriko-san? (hebräisch איפה אלה קרי ומה קרה לנוריקו-סאן?) ist ein israelischer Dokumentarfilm von Dvorit Shargal aus dem Jahr 2014. Er beschäftigt sich mit den Fotobüchern aus der Reihe Kinder unserer Erde von Anna Riwkin-Brick, Astrid Lindgren, Leah Goldberg und Elly Jannes. Es handelt sich um die folgenden Bücher: Elle Kari, Noriko-San, Japi aus Holland, Eli aus Israel und Mirjam aus Israel. Where is Elle Kari and what happened to Noriko-san? ist der erste Teil einer Filmtrilogie. Die Nachfolgefilme, die sich ebenfalls mit den Fotobüchern aus der Reihe Kinder unserer Erde befassen wurden 2016 (Africa! Sia lives on Kilimanjaro) und 2017 (Where is Lilibet the Circus child and what happened in Honolulu?) gedreht.

## Handlung
Als Kind las die Regisseurin Dvorit Shargal Anna Riwkin-Bricks Bücher Elle Kari und Noriko-San. Ihr zeigten diese Bücher, das Leben anderer Mädchen in anderen weit entfernten Ländern. Sie identifizierte sich mit den Protagonistinnen, wollte Skier haben wie Elle Kari aus dem gleichnamigen Buch, oder einen Kimono tragen wie Noriko-San. Als sie im Erwachsenenalter ihre ehemaligen Lieblingsbücher aufschlägt, findet Shargal einen, von ihr verfassten Brief, an Noriko-San. Dieser wurde allerdings mit dem Vermerk: Adresse unbekannt an sie zurückgeschickt. Daraufhin beschließt sie, sich auf die Suche nach den Protagonistinnen aus den Büchern zu machen. Noriko-San liegt ihr dabei besonders am Herzen.
Die Suche nach Noriko-San, gestaltet sich schwieriger als erwartet, schließlich hat Shargal nur einen Vornamen. Daher versucht sie zunächst Ella Kari zu finden, einem Mädchen aus dem indigenen Volk der Samen. Über eine Internetsuche findet Shargal tatsächlich eine Elle Kari. Es stellt sich heraus, dass diese Elle Kari die Tochter von der Schriftstellerin Elly Jannes ist. Sie ist nach der Protagonistin aus Anna Riwkin-Brick und Elly Jannes Buch benannt worden. Nachdem sie mit dieser ein Interview geführt hat, trifft Shargal endlich auf die Elle Kari aus dem Buch. Diese berichtet ihr von ihrem Leben, zeigt ihr weitere Fotos von Anna Riwkin-Brick und einen Dokumentarfilm über ihre Tochter aus den 1970er Jahren. Außerdem berichtet Shargal, wie sich das indigene Volk der Samen nach den 1950er Jahren entwickelte.
Um mehr über Anna Riwkin-Brick herauszufinden durchsucht Shargal das Archiv der schwedischen Landesbibliothek in Stockholm. Dort erfährt sie, dass Anna Riwkin Bücher gemeinsam mit der israelischen Autorin Leah Goldberg schrieb. In Israel trifft sie die Protagonisten Anat, Shaul, Daniel und Miriam aus den Büchern Eli aus Israel und Mirjam aus Israel der Reihe Kinder unserer Erde, die ihr von der Arbeit mit Anna Riwkin berichten.
Später sucht sie weiter nach ihrer Lieblingsprotagonistin Noriko-San. Sie erfährt, dass das Buch, wie viele andere Bücher aus der Kinder unserer Erde Buchreihe, von Astrid Lindgren geschrieben wurden. In der Landesbibliothek in Stockholm, im Astrid Lindgren Archiv findet sie zwar keine Information über Noriko, aber einen Brief von dem Protagonisten aus dem Buch Japi aus Holland. Sie trifft diesen. Er berichtet ihr von der Arbeit mit Anna Riwkin und Astrid Lindgren. Außerdem zeigt „Japi“ die Plätze, auf denen die Fotos entstanden. Er erzählt von seinem ersten Fahrrad, welches er von Astrid Lindgren zum Geburtstag erhielt und liest einen Brief vor, den ihm Astrid Lindgren später schrieb. In diesem erinnert sich Astrid Lindgren an ihren Besuch in Holland, bei dem sie das Buch gemeinsam mit Anna Riwkin erstellte.
Als Shargal öffentlich nach Noriko-San sucht, meldet sich Eva, eine weitere Protagonistin aus Noriko-San. Gemeinsam versuchen die beiden Noriko-San zu finden. Sie fliegen nach Japan und besuchen die Orte, an denen die Fotos entstanden sind. Außerdem fragen sie Einheimische nach Noriko-San und wenden sich schließlich auch an Zeitungen und das japanische Fernsehen. Durch einen Zeitungsbeitrag finden sie schließlich Noriko-San und treffen diese.

## Hintergrund
Where is Elle Kari and what happened to Noriko-san? ist der Debütfilm von der Regisseurin Dvorit Shargal. Ursprünglich arbeitete Shargal als Journalistin, gab aber ihre Arbeit auf, um sich auf die Suche nach den Heldinnen ihrer Kindheit aus der Kinder unserer Erde Fotobuchreihe zu machen und diese Suche filmisch zu dokumentieren. Kinder unserer Erde berichtet von dem Leben von Kindern in unterschiedlichen Ländern, wie Schweden, Japan, Israel usw. Die Regisseurin war insbesondere daran interessiert, Noriko-San aus dem gleichnamigen Buch zu finden. Doch ihre Suche gestaltete sich als äußerst schwierig, denn sie hatte nur einen Vornamen. Bei ihrer Suche stieß sie auf weitere Protagonisten derselben Buchreihe und setzte sich mit dem Leben der Fotografin der Reihe, Anna Riwkin-Brick, auseinander.
Der Dokumentarfilm ist innerhalb von vier Jahren in verschiedenen Ländern und Kontinenten gedreht worden. Shargal traf zunächst auf Ella Kari in Jokkmokk (Schweden), reiste weiter nach Israel und Tokio.
Der Film führte dazu, dass neun Geschichten der Kinder unserer Erde Reihe in Israel neu aufgelegt wurden, darunter: Elle Kari, Noriko-San, Sia wohnt am Kilimandscharo, Lilibet, das Zirkuskind, Japi aus Holland, Wanthai aus Thailand, Salima aus Kaschmir, Eli aus Israel und Gennet aus Äthiopien.
Eva Crafoord-Larsen und Noriko Shiraishi, die Protagonisten aus Noriko-San, kamen durch den Film erneut in Kontakt. In einem Interview erklärten sie, dass sie inzwischen gute Freunde geworden seien. So hätten sie sich nach Ende des Drehs erneut in Tokio und Schweden getroffen.
Dvorit Shargal zeigt den Film inzwischen auch an israelischen Schulen und berichtet Kindern darüber.

## Ausstrahlung
Die Premiere feierte der Film 2014 in Mumbai auf dem Indian Cine Festival. Erst danach fand der Film seinen Weg auf die israelischen Filmfestivals. In Israel prämierte der Film am 3. Juli 2014 im Rahmen des Kinder- und Jugendfilmfestivals Tel Aviv. Ab dem 3. Dezember 2014 wurde der Film landesweit in Israel im Kino gezeigt. Es folgten viele Vorführungen auf internationalen Filmfestivals aus aller Welt, darunter das Cayman Islands International Film Festival, das International Filmmaker Festival of World Cinema in Milán, das Israel Film Festival in Los Angeles, das Twin Cities Jewish Film Festival in Minneapolis, das International Film Festival in St. Tropez und Nice und das Jewish International Film Festival in Australien.

## Auszeichnungen und Nominierungen

### Auszeichnungen
2014 Filmmakers of the Year Film Festival – Documentary and Short International Movie Awards – Gold:
- 2014: Bester Dokumentarfilm[18][19]

### Nominierungen
Indian Cine Film Festival Mumbai:
- 2014: Bester Film (Jury)[20]

Ophir Award:
- 2015: Bester Dokumentarfilm unter 60 Minuten[21]

Cayman Islands International Film Festival:
- 2015: Bester Dokumentarfilm[22]

2015 Tupelo Film Festival:
- 2015: Bester Dokumentarfilm[23]

2015 International Filmmaker Festival of World Cinema in Milán:
- 2015: Beste Regie[24]

## Kritiken
Eithan We hatte zunächst wenig Interesse, sich den Film anzuschauen, da er die Bücher nicht kannte. Im Nachhinein war er begeistert von dem Film. Er sei empfehlens- und sehenswert, auch, ohne dass die Zuschauer die Bücher kennen müsste. Es sei spannend die Regisseurin auf einer weltweiten Reise zu begleiten: von Israel nach Schweden, nach Lappland, in die Niederlande, zurück nach Israel, in die USA und nach Japan. Es könne mit ihr gelacht und geweint werden. Ofer Libergal findet, dass es sich um einen Film handelt, der sich mit der Vergangenheit auseinandersetzt, Schönheit in der Kindheit aufzeigt, sich mit Helden der Kindheit befasst, und der zeigt, dass das Leben trotz allem weitergeht. Amos Lassen fügt hinzu, dass der Film an die verschwundene Kindheit erinnere, die Kindheit der Kinder aus den Büchern, der Regisseurin des Films und der Kinder aus einer Zeit vor dem Fernsehen in Israel, als Reisen an fremde Orte ein ferner Traum waren. Lynne Davis lobt die Beharrlichkeit der Regisseurin. Wenn die Zuschauer sie Schritt für Schritt nach Tokio begleiten und sehen würden, wie ihre Suche nach Noriko-San Früchte trage, sei das sehr berührend.

## Nachfolgefilme
Dvorit Shargal drehte noch zwei weitere Filme, die sich mit den Büchern aus der Reihe Kinder unserer Erde von Anna Riwkin-Brick beschäftigen.

### Africa! Sia lives on Kilimanjaro
Am 5. August 2016 erschien der Film Africa! Sia lives on Kilimanjaro (hebräisch סיאה הילדה מאפריקה), in dem sich die Regisseurin auf die Suche nach Sia aus dem Buch Sia wohnt am Kilimandscharo (Sia bor på Kilimandjaro) machte und über deren Leben nach Erscheinen des Buches berichtete. Hierfür fuhr Shargal erneut zum Astrid Lindgren Archiv in Stockholm. Sie sprach mit Astrid Lindgrens Tochter Karin Nyman um mehr über Anna Riwkin-Brick und ihre Bücher zu erfahren. Jedoch konnte Karin Nyman Shargal nicht viel darüber berichten. Auf einer Vorführung von Where is Elle Kari and what happened to Noriko-san? erklärte eine Zuschauerin, dass sie Namen und E-Mail von „Sia“ aus Sia wohnt am Kilimandscharo habe. Die E-Mail-Adresse erwies sich als falsch, aber Shargal gelang es Sia, die eigentlich Erica Malekia heißt, dennoch zu finden. Sie traf auf deren Familie, die größtenteils in dem Buch vorkam und berichtete von deren Kultur und aus deren Leben in Tansania. Außerdem traf sie andere Menschen aus dem Chagga-Volk, dem „Sia“ angehört.

### Where is Lilibet the Circus child and what happened in Honolulu?
Am 20. Oktober 2017 erschien Where is Lilibet the Circus child and what happened in Honolulu? (hebräisch איפה לילבס ילדת הקרקס ומה קרה בהונולולו?), ein Film, der sich mit dem Verbleib von Lilibet aus Lilibet, das Zirkuskind (Lilibet, cirkusbarn) und Mokihana aus Mokihana (Mokihana bor på Hawaii) beschäftigte. Erneut begann Shargals Suche nach den Protagonisten der Kinder unserer Erde Reihe in Stockholm. Dort fand sie heraus, dass Lilibet aus Lilibet, das Zirkuskind in einem Zirkus namens Cirkus Scott aufgetreten war. Sie besuchte den Zirkus, der Zirkusdirektor kannte Lilibet zwar nicht, versprach aber sich nach dieser umzuhören. Zwischenzeitlich traf Shargal Eva Brick, die Nichte von Anna Riwkin-Brick. Sie beschäftigte sich weiter mit der Familie und dem Leben der Fotografin. Sie fand heraus, dass Anna Riwkin-Brick mit ihrer Schwester Eugénie Söderberg zusammen nach Hawaii geflogen war, um dort ein Fotobuch über das Mädchen Mokihana zu erstellen. Sofort machte sie sich auf die Reise dahin. Zunächst schien ihre Suche erfolglos zu sein, dann traf sie jedoch auf einen älteren Herrn, der das Buch kannte und davon berichtete, dass Anna und ihre Schwester mehrere Monate auf Hawaii lebten und sein Sohn ebenfalls für das Fotobuch fotografiert wurde. Die Suche nah Mokihana gestaltete sich schwieriger als gedacht. Doch kurz vor ihrer Abreise schaffte es Shargal sie zu treffen. Von Hawaii kam Shargal direkt nach Schweden, dort erfuhr sie den Namen von Lilibet und ihrem Vater. Außerdem kam sie in Kontakt mit Lilibets Halbbruder. Sie erfuhr, dass Lilibet eigentlich Ingrid Heinrich heißt und nun in Bussum, in Holland lebt. Shargal besuchte diese in Holland. Ingrid Heinrich erzählte Shargal von der Arbeit mit Astrid Lindgren und Anna Riwkin-Brick sowie ihrem Leben im Zirkus.